# James Stirling (matemático)
James Stirling (mayo de 1692· — 5 de diciembre de 1770) fue un matemático escocés. Fue hijo de Archibald Stirling y de la segunda mujer de este, Anna Hamilton. Estudió en el Balliol College de Oxford.
Los números de Stirling y la fórmula de Stirling llevan su apellido.

## Biografía
Nació en Garden, cerca de Stirling, en mayo de 1692. El 3 de noviembre de 1726 fue elegido como miembro de la Real Sociedad de Londres, a propuesta de Isaac Newton. Renunció en 1753, por motivos económicos.
En 1735 fue nombrado administrador de las minas de Leadhills lo cual disminuyó (pero no extinguió) su dedicación a las matemáticas. Diez años más tarde publicó un artículo sobre la ventilación de las minas.
Murió en Edimburgo, el 5 de diciembre de 1770.

## Obra

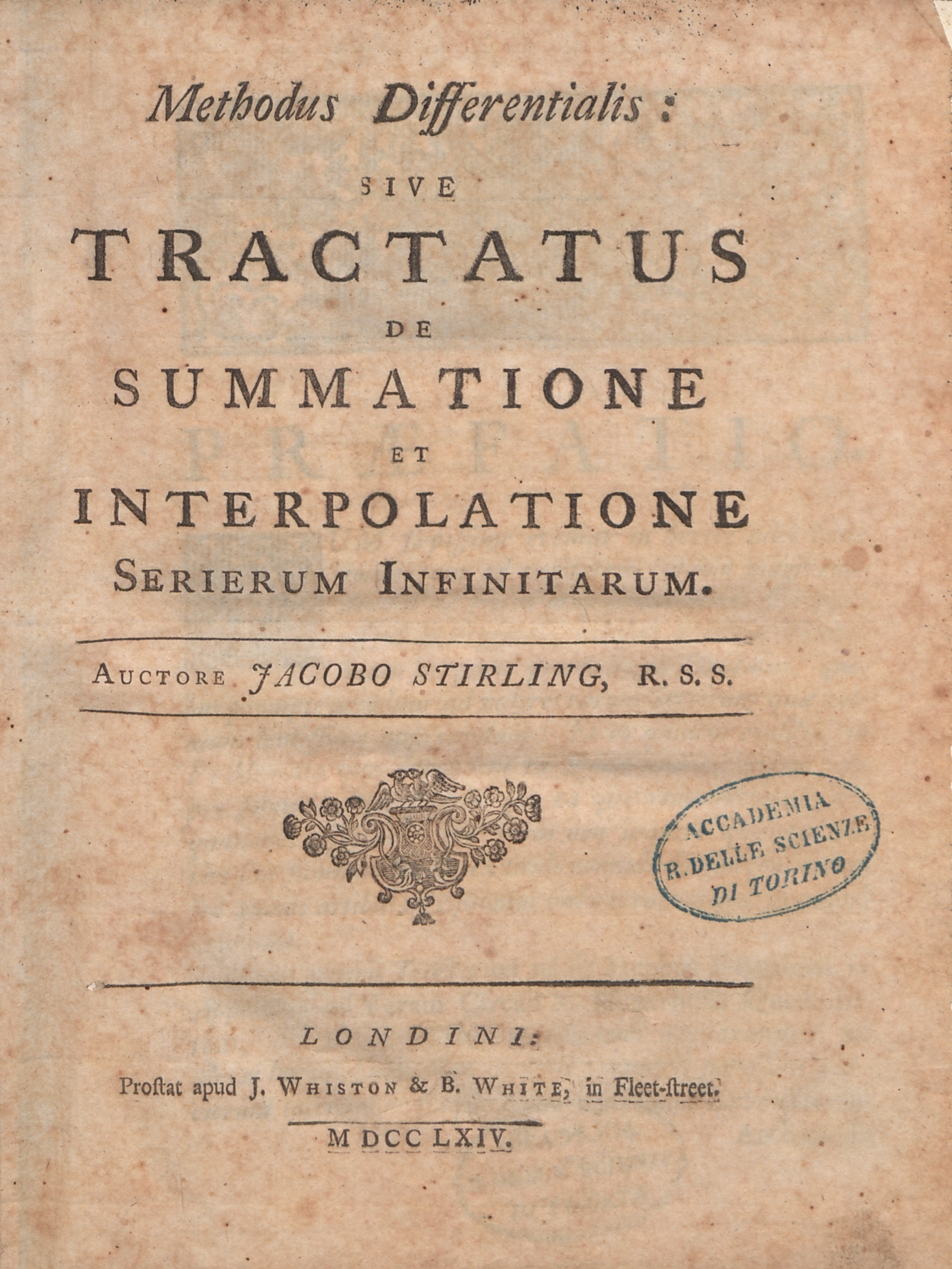
Methodus differentialis, 1764

- Lineae Tertii Ordinis Neutonianae (1717)
- Methodus differentialis Newtoniana illustrata (1719)
- Methodus Differentialis (1730)
- Of the figure of the Earth, and the variation of gravity on the surface (1735)